# Guan Daosheng

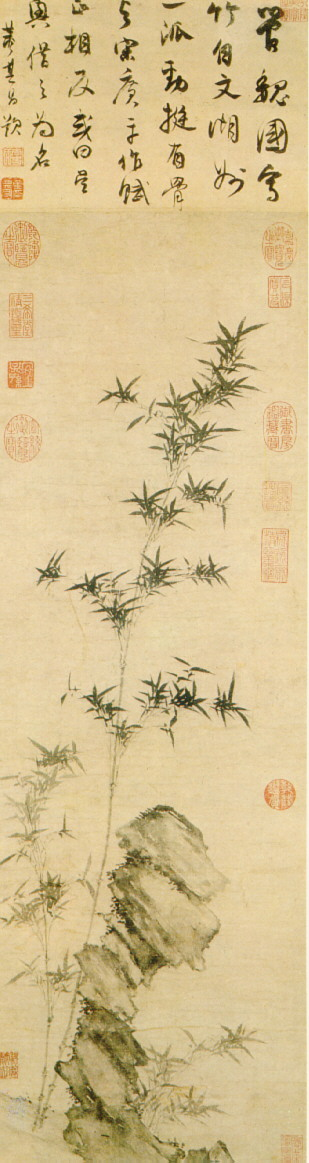
Bambú i roca (竹石图), Guan Daosheng, tinta sobre paper, Museu Nacional del Palau, Taipei

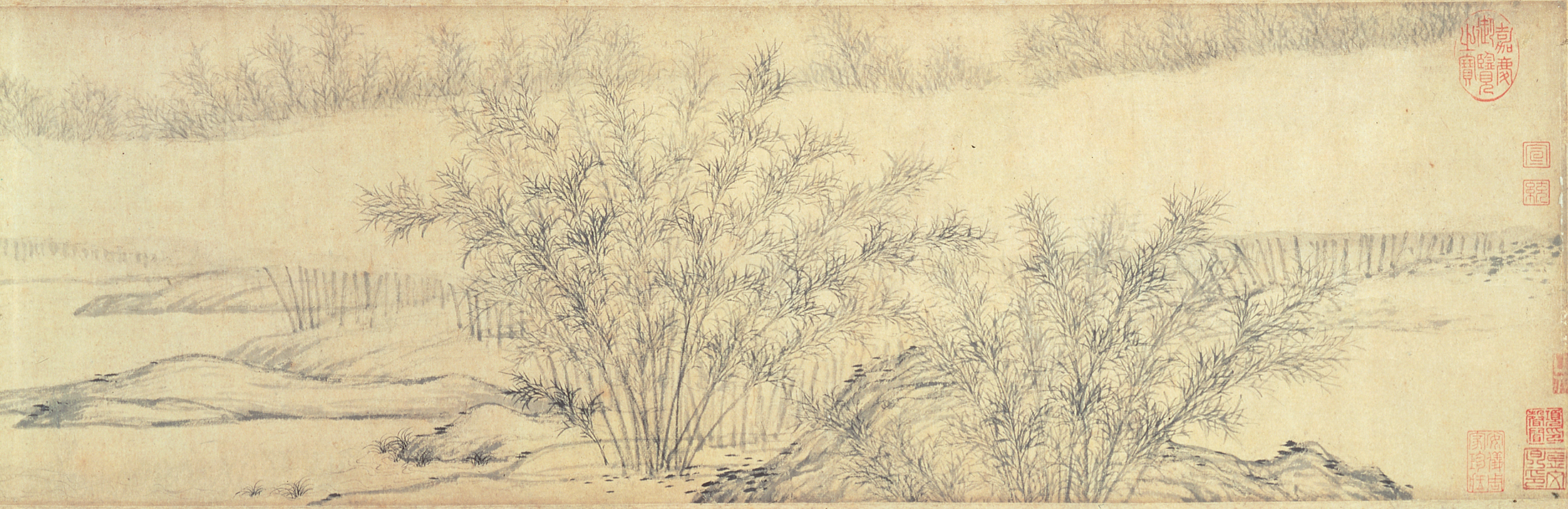
Conjunt de bambús entre la boira i la pluja, Museu Nacional del Palau, Taipei

Guan Daosheng (en xinès simplificat: 管道升; en xinès tradicional: 管道昇; en pinyin: Guǎndào shēng) fou una poeta, cal·lígrafa i la més cèlebre pintora de la història de la Xina que va viure a la dinastia Yuan. Nascuda a Huzhou el 1262 i morta el 1319, estava casada amb el famós cal·lígraf Zhao Mengfu. L'emperador Renzong (Buyantu Khan) va col·leccionar les cal·ligrafies de la parella i les del seu fill Zhao Yong.
Aquest poema seu és un dels més coneguts:
《我儂詞》

你儂我儂，忒煞情多，

情多處，熱如火。

把一塊泥，捻一個你，塑一個我。

將咱兩個，一齊打破，用水調和，

再捻一個你，再塑一個我，

我泥中有你，你泥中有我。

我與你生同一個衾，死同一個槨。
Algunes paraules sobre tu i jo

Tu i jo, és molt d'amor, 

D'un amor recíproc que crema com les flames

Com bocins d'argila, els teus dits em donen forma i les meves mans et modelen

Junts, ens trossegem, junts l'aigua ens reuneix.

De nou les teves mans em modelen, els meus dits et donen forma.

Ets a la meva argila, sóc a la teva argila.

Vet aquí el llit per a la nostra vida, el nostre taüt per la mort.

## Obra pictòrica
Coneguda per les seves pintures de pruneres i bambús, realitzades amb elegants pinzellades, com a artista va ser una de les grans figures de la pintura de bambú, el seu tema preferit, una planta que es doblega en l'adversitat sense arribar a trencar-se.